# Ямаровка (курорт)
Яма́ровка — бальнеологический курорт в России.   
Расположен в предгорьях Малханского хребта в долине реки Чикой, на территории села Ямаровка Забайкальского края, в 250 км от железнодорожной станции Петровский Завод. Расстояние от Читы — 990 км к юго-западу.
Источники углекислой гидрокарбонатной натриево-магниево-кальциевой воды этого курорта известны со второй половины XIX века.